# SEHA League 2018-2019 (pallamano maschile)
La SEHA League 2017-2018 è la 8ª edizione del torneo per squadre balcaniche.

## Squadre partecipanti
| Nazione              | Squadra              | Città    | Arena (Capacità)                                                        |
| Bielorussia          | Meshkov Brest        | Brėst    | Universal Sports Complex Victoria (3,740)                               |
| Croazia              | PPD Zagreb           | Zagabria | Arena Zagreb (15,200) Sutinska Vrela Hall (2,000)                       |
| Croazia              | RK Nexe Našice       | Našice   | Sportska dvorana (2,500)                                                |
| Macedonia            | Vardar               | Skopje   | Jane Sandanski Arena (6,000)                                            |
| Macedonia            | Metalurg             | Skopje   | Boris Trajkovski Sports Center (7,000), Avtokomanda Sports Hall (2,000) |
| Serbia               | RK Železničar        | Niš      | Čair Sports Center (4,800)                                              |
| Serbia               | Vojvodina            | Novi Sad | SPENS (11,000), SC Slana Bara (2,000)                                   |
| Slovacchia           | Tatran Prešov        | Prešov   | City Hall Prešov (4,000)                                                |
| Bosnia ed Erzegovina | HRK Izviđač          | Ljubuški | Sports Hall Ljubuški (4,000)                                            |
| Romania              | CSA Steaua Bucareṣti | Bucarest | Sala Polivalenta (5,300)                                                |

## Classifica
|  | Pos. | Squadra              | Pt | G  | V  | N | S  | GF  | GS  | D   | Note   |
|  | ---- | -------------------- | -- | -- | -- | - | -- | --- | --- | --- | ------ |
|  | 1.   | RK Vardar            | 42 | 18 | 14 | 0 | 4  | 512 | 467 | +45 | Final4 |
|  | 2.   | PPD Zagreb           | 39 | 18 | 13 | 0 | 5  | 484 | 442 | +42 | Final4 |
|  | 3.   | RK Nexe Našice       | 39 | 18 | 13 | 0 | 5  | 469 | 420 | +49 | Final4 |
|  | 4.   | Meshkov Brest        | 39 | 18 | 13 | 0 | 5  | 573 | 483 | +90 | Final4 |
|  | 5.   | Tatran Prešov        | 36 | 18 | 12 | 0 | 6  | 493 | 444 | +49 |        |
|  | 6.   | RK Vojvodina         | 22 | 18 | 7  | 1 | 10 | 441 | 483 | -42 |        |
|  | 7.   | CSA Steaua Bucareṣti | 18 | 18 | 6  | 0 | 12 | 460 | 524 | -64 |        |
|  | 8.   | RK Železničar        | 16 | 18 | 5  | 1 | 12 | 463 | 507 | -43 |        |
|  | 9.   | HC Metalurg          | 13 | 18 | 4  | 1 | 13 | 494 | 534 | -40 |        |
|  | 10.  | HRK Izviđač          | 4  | 18 | 1  | 1 | 16 | 444 | 529 | -85 |        |

## Final4

### Semifinali
| Squadra 1  | Squadra 2      | Risultato   |
| ---------- | -------------- | ----------- |
| PPD Zagreb | RK Nexe Našice | 2 apr. 2018 |
| PPD Zagreb | RK Nexe Našice | 28 – 23     |
| RK Vardar  | Meshkov Brest  | 2 apr. 2018 |
| RK Vardar  | Meshkov Brest  | 25 – 23     |

### Finale 3/4 posto
| Squadra 1      | Squadra 2     | Risultato   |
| -------------- | ------------- | ----------- |
| RK Nexe Našice | Meshkov Brest | 3 apr. 2018 |
| RK Nexe Našice | Meshkov Brest | 19 – 24     |

### Finale
| Squadra 1  | Squadra 2 | Risultato   |
| ---------- | --------- | ----------- |
| PPD Zagreb | RK Vardar | 3 apr. 2018 |
| PPD Zagreb | RK Vardar | 23 – 26     |